# Gran Premio Industria e Artigianato 1980
Il Gran Premio Industria e Artigianato 1980, quattordicesima edizione della corsa e quarta con questa denominazione, si svolse il 29 aprile su un percorso di 217 km, con partenza e arrivo a Larciano. Fu vinto dall'italiano Giuseppe Saronni della Gis Gelati davanti ai suoi connazionali Pierino Gavazzi e Bruno Leali.

## Ordine d'arrivo (Top 10)
| Pos. | Corridore          | Squadra             | Tempo    |
| ---- | ------------------ | ------------------- | -------- |
| 1    | Giuseppe Saronni   | Gis Gelati          | 5h27'00" |
| 2    | Pierino Gavazzi    | Magniflex-Olmo      |          |
| 3    | Bruno Leali        | Inoxpran            |          |
| 4    | Mario Beccia       | Hoonved-Bottecchia  |          |
| 5    | Alfio Vandi        | Famcucine           |          |
| 6    | Giovanni Battaglin | Inoxpran            |          |
| 7    | Silvano Contini    | Bianchi-Piaggio     |          |
| 8    | Claudio Corti      | San Giacomo-Benotto |          |
| 9    | Franco Conti       | San Giacomo-Benotto |          |
| 10   | Luciano Loro       | Hoonved-Bottecchia  |          |